# Niels W. Gade
Niels Wilhelm Gade, född 22 februari 1817 i Köpenhamn, död 21 december 1890 i Köpenhamn, var en dansk tonsättare. Han var far till Axel W. Gade.

## Biografi
Gade var tillsammans med Johan Peter Emilius Hartmann den främste representanten för den danska högromantiken inom dansk musik. Som son till en instrumentmakare visade Gade redan som barn utpräglad begåvning för musik, övergav den snickarutbildning han inlett och blev istället musiker. Han studerade för Friderich Thorkildsen Wexschall i violin och Andreas Peter Berggreen i musikteori, och blev 1834 elev vid kungliga kapellet. Gade började samtidigt komponera (sånger och instrumentalmusik) och väckte uppmärksamhet med sin Ossian-Ouverture, som 1840 förärade honom ett pris av Musikforeningen i Köpenhamn. Gade gav uvertyren opusnumret 1 och fastslog därigenom denna som sitt genombrottsverk. Mindre framgång hade Gade med sin första symfoni, med temat Paa Sjølunds fagre sletter. Verket inlämnades till Musikforeningen men kasserades. Gade sände den då till Felix Mendelssohn i Leipzig, som strax blev hänförd och lät uppföra den i Gewandhaus. Gade knöts till det av Mendelssohn upprättade konservatoriet och dirigerade som hans vikarie i Gewandhaus, senare som likställd dirigent och efter Mendelssohns död 1847 som dennes efterträdare. 
En rad kompositioner framkom under dessa år: 2:a och 3:e symfonin, uvertyrer, kammarmusik samt konsertkantaten Comala. Kriget 1848 föranledde Gade att återvända till Köpenhamn, men några få år senare dirigerade han på nytt en rad Gewandhauskonserter. I Köpenhamn blev Gade Musikforeningens dirigent, varigenom denna blev centrum för det danska konsertlivet. Även för Musikforeningens konsertkantater, av vilka särskilt Elverskrud (1853) blev populär. Från samma tid härrör baletten Et Folkesagn (1854), som Gade skrev tillsammans med J. P. E. Hartmann. Denne och Gade ledde från 1867 tillsammans det nystiftade konservatoriet i Köpenhamn och Gade var därutöver organist vid Garnisonskirke och vid Holmens Kirke 1858-1890. 1879 blev han hedersdoktor vid Köpenhamns universitet.

## Verk (urval)

### Symfonier
- Symfoni nr 1 i c-moll, op. 5 Paa Sjølunds fagre sletter (1842)
- Symfoni nr 2 i E-dur, op. 10 (1843)
- Symfoni nr 3 i a-moll, op. 15 (1846)
- Symfoni nr 4 i Bb-dur, op. 20 (1850)
- Symfoni nr 5 i d-moll, op. 25 (med piano) (1852)
- Symfoni nr 6 i g-moll, op. 32 (1857)
- Symfoni nr 7 i F-dur, op. 45 (1865)
- Symfoni nr 8 i b-moll, op. 47 (1871)

### Orkestersviter
- En sommerdag paa landet, op. 55 (1879)
- Holbergiana, op. 61
- Noveletter för stråkorkester i F-dur, op. 53
- Noveletter för stråkorkester i E-dur, op. 58

### Ouvertyrer
- I Højlandene, op. 7 (1844)
- Konsertuvertyr i C-dur, op. 14
- Hamlet, op. 37 (1861)
- Michel Angelo, op. 39 (1861)
- Overtyr i E-dur (1836)

### Ballader för kör och orkester
- Frühlingsphantasie, op. 23 (1852)
- Elverskud, op. 30 (1854)
- Baldurs Drøm, (1858) (utgiven postumt)
- Kalanus, op. 48 (1869)
- Korsfarerne, op. 50 (1866)
- Agnete og Havfruerne, op. 3 (1842), för solo damkör och orkester. Text av  H.C. Andersen
  - Jeg ved et Slot, dets Væg og Tag, Havfruesang
  - Sol deroppe ganger under Lide, Agnetes Vuggevise

### Konserter
- Konsert för violin och orkester i d-moll, op. 56 (1880)

### Kantater
- Minneskantat över Fru Anna Nielsen (1856)
- Baldurs dröm. Text av Adolph Hert (1857)
- Mindekantate for Overhofmarschal Chamberlain Levetzau (1859)
- Minneskantat för Skuespiller Nielsen (1860)
- Die heilige Nacht för solo, kör och orkester, op. 40. Text efter August von Platen (1861)
- Zion, op. 49 (1874)
- Psyche, op. 60 (1882)

### Kammarmusik
- Stråkkvartett i a-moll (en sats Allegro, 1836)
- Stråkkvartett i F-dur (1840)
- Violinsonat nr 1 i A-dur, op. 6 (1842)
- Violinsonat nr 2 i d-moll, op. 21a (1849)
- Stråkoktett i F-dur, op. 17 (1849)
- Stråkkvartett i f-moll (1851)
- Sextett för stråkar i Ess-dur, op. 44 (1864)
- Stråkkvartett i e-moll (1877 och 1889)
- Stråkkvartett i D-dur, op. 63 (1889)

### Orgelverk
- Du morgonstjärna mild och ren
- Allena Gud i himmelrik
- Andante con moto i d-moll
- Andante i C-dur
- Andante i g-moll
- Av himlens höjd oss kommet är (I)
- Av himlens höjd oss kommet är (II)
- Min själ, låt Gud i allt få råda (I)
- Min själ, låt Gud i allt få råda (II)
- Festligt preludium över Herren, vår Gud, är en konung (1873)
- Trio i C-dur
- Trio i F-dur
- Koral och variation på Vår Gud är oss en väldig borg
- 3 Tonestykker, op. 22 (1852)
  - Tonestykke i F-dur
  - Tonestykke i C-dur
  - Tonestykke i a-moll

### Sånger
- Fem Fædrelandshistoriske Sange (1840)
  - Hvi synges evigt om Spartaner, Daniel Rantzau. 	Med text av Adam Oehlenschläger
  - En Schweitzerbonde staar aarle ved Strand, Den sælsome Jordefærd. 	Med text av Adam Oehlenschläger
  - Der risler en Kilde i Haraldsted Skov. 	Text av H. P. Holst
  - Før var der knap skrevet paa dansk en Bog, Ludvig Holberg. 	Med text av Christian Wilster
  - Paa Sjølunds fagre Sletter. 	Text av B.S. Ingemann
- 6 sånger (1841), tillägnad C.E.F. Weyse
- Bilder des Orients. 5 sånger, op. 24 (1852). Med text av Heinrich Stieglitz.
  - Deine Stimme lass ertonen
  - Milde Abendlüfte wehen, Ständchen
  - Meinen Kranz hab' ich gesendet
  - Ihr habt genug getrunken, Am Brunnen
  - Wenn der letzte Saum des Tages
- Agnete var elsket, uskyldig og god, Vise om Agnete og Havmanden. 	Med text av H. C. Andersen
- Ak kæreste Hr. Guldsmed, Farvel lille Grete. 	Med text av Frederik Ludvig Høedt
- Alt oprejst Maanen staar, Fatimes aftensang. 	Med text av Adam Oehlenschläger
- De Bølger rulle så tungt af sted, Liden Kirsten. 	Med text av J. L. Heiberg
- De hvideste Perler i Havet er spredt, Den Elskede. 	Med text avf Carsten Hauch
- Der er saa travlt i Skoven. 	Med text av Chr. Richardt
- Der var saa favrt under Lindens Løv. 	Text av ?
- Der var så sort i Kirken, Den 19. December 1863. 	Med text av Christian Richardt
- Der voksed et Træ i min Moders Gaard, Hemming spillemands sang. 	Med text av H.C. Andersen
- En Sanger henrykt til sit Hjerte trykker, Sommeren begynder. 	Med texst av ?
- Farvel mit elskte Moderhjem! Flygtningen. 	Med text av Carsten Hauch
- Fluen flyver om Lysets Skin, Fluen. 	Med text av Gerson
- Fra kvalmfulde Mure. 	Med text av Adam Oehlenschläger
- Går det, Herre, som jeg vil. Salme. 	Med text av N. F. S. Grundtvig
- Hvad toner gennem Skoven. 	Med text av J.L. Heiberg
- Hvor Elven kækt gennem Kløften sprang, Fjeldbroen. 	Text av Carl Andersen
- Hytten er lukket, Natten er stille, Serenade ved Strandbredden. 	Text av Chr. Winther
- Højt ligger paa Marken den hvide Sne, Snedronningen. 	Text av H.C. Andersen
- I din Haand, du lille blinker, Til min egen Dreng. 	Text av Ludvig Bødtcher
- I Jesu Navn er Løftets Ord udsagt, Bryllupssang. 	Text av Johs. Petersen
- Jeg gik mig i den dunkle Skov, Jægerens Sommerliv. 	Text av Henrik Hertz
- Jeg lader Baaden glide frem, En Situation. 	Text av Chr. Winther
- Køb Herre, Frugter, liflig i Smag og Skær, Den lille Frugtsælgerske. 	Text av Gerson
- Lette Bølge! Når du blåner, Barcarole. 	Text av J.L. Heiberg
- Lærken synger sin Morgensang, Fiskerdrengens Vise. 	Text av H.C. Andersen
- Min lille Fugl, hvor flyver du. Romance. 	Text av H.C. Andersen
- Natten er saa stille, Barcarole. 	Text av J.L. Heiberg
- Naar det dufter sødt fra Blomsters Flor. 	Text av ?
- Paaske vi holde. 	Text av N.F.S. Grundtvig
- Rinda min Brud! Skalks Sang. 	Text av Adam Oehlenschläger
- Rosen sidder på tronen, Rosen. 	Text av Chr. Winther
- Rød Maanen skinner blandt Stjerner smaa, Havfruen. 	Text av B.S. Ingemann
- Sig Himlen hvælver saa ren og klar, Martsvioler. 	Text av H.C. Andersen
- Smaa Violer! O hvor sødt, Violerne. 	Text av Adam Oehlenschläger
- Som markens blomst henvisner fage. Salme. 	Text av N.F.S. Grundtvig
- Sov sødt i din Vugge, Vuggesang. 	Text av Niels W. Gade
- Spillemand spiller paa Strenge, Spillemanden. 	Text av B.S. Ingemann
- Stæren sad paa Kviste, Naar Solen skinner. 	Text av Barner
- Tre Rejsende drog fra Herberget ud, Den Eenlige. 	Text av B.S. Ingemann
- Ved Bækken jeg sidder, Pigens Sang ved Bækken. 	Text av B.S. Ingemann
- Vi grave dybt i sorten Muld, Bjergmandssang. 	Text av Chr. Winther
- Vi vandre sammen Arm i Arm, Skovsang. 	Text av Emil?
- Da droben auf jenem Berge, Schäfers Klagelied. 	Text av Goethe
- Der treue Walther ritt vorbei, Vom treuen Walther. 	Text av Ludwig Uhland
- Fahr' mich hinüber junger Schiffer, Der Gondolier. 	Text av W. Wagner
- Ich bin ein leichter Junggesell, Der Junggesell. Text av Pfizer
- Lebet wohl, geliebte Bäume. Text av Goethe
- Mein Schatz ist auf die Wanderschaft hin, Volkslied
- Von dem Felsen stürzt' ein Stein, Das Liebes-Denkmal
- Holger Danskes Sange. (1863) Text av B.S. Ingemann
  - Ved Leire græsse nu Faar paa Vold. Holger Danskes Vugge
  - Vær hilset mit gamle Fædreland, Holger Danskes hilsen til frænderne
  - Kong Gøttrik sad ene paa Leire Borg, Holgers bortsendelse
  - Jeg frit mig tumled i Verden om, Holger Danskes vej
  - Der klang til Danmark en Kæmpesang, Holgers kamp med Burmand
  - Til Rosengaarden gik jeg i Jomfruens Baand, Prinsesse Gloriant
  - Tolv Riddere sad ved Kejserens Bord, De tolv jævninger
  - Faner vifted over Skjolde, De elleve jævningers jordefærd
  - Svart længtes jeg efter mit Fædreland, Holgers Orlov og Hjemfart
  - I alle de Riger og Lande, Holger Danskes mærke
  - Hvor Oberon lever, Ved mindernes kilde
  - Vær hilset mit gamle Fædreland, Holger Danskes Tilbagekomst til Danmark
- 3 Sange (1852)
  - bl.a. Grøn er Vaarens Hæk, Aprilvise. Tekst af Poul Martin Møller
- Op thi Dagen nu frembryder. Text av H.A. Brorson (1852)
- Tre digte. Text av Carsten Hauch (1849)
  - Herr Magnus han stirrer i Vinternatten ud, Knud Lavard
  - Hvorfor svulmer Weichselfloden, Polsk Fædrelandssang
  - Hvi staar du saa ensom o Birketræ, Birken
- Mariotta. Syngestykke. Text av Carl Borgaard efter Eugène Scribe (1849)

### Piano
- Foraarstoner, 3 Klaverstykker, op. 2b 	(1841, reviderad 1873)
  - Allegretto grazioso i F-dur
  - Andantino con moto i B-dur
  - Allegretto cantabile i C-dur
- Børnenes Jul, op. 36 (1859)
  - Jule-Klokkerne i F-dur
  - Indgangsmarch i A-dur
  - Drengenes Runddans i a-moll
  - Smaapigernes Dans i E-dur
  - Godnat!  I F-dur
- Nye Akvareller, op. 57 (1881)
  - Humoreske i a-moll
  - Notturno i E-dur
  - Scherzo i Dess-dur
  - Romanza i A-dur
  - Capriccio i F-dur
- Akvareller, op. 19 (1850)
- Fantasistykker, op. 41 (1861)
  - I Skoven i H-dur
  - Mignon i f-moll
  - Eventyr, g
  - Ved Festen i H-dur
- Klaverstykke i B-dur. (1861). (skiss till Fantasistycke, op. 41)
- Scherzino Akvarel (1861)
- Idyller, op. 34 (1857)
  - I Blomsterhaven i G-dur
  - Ved Bækken i F-dur
  - Trækfugle i D-dur
  - Aftendæmring i D-dur
- Andantino i ciss-moll (1860)
- Albumblad i C-dur (1860)
- Danserinden i F-dur (1860)
- Arabeske, op. 27 (1854)
- Klaversonate i e-moll. op. 28 (1854) (reviderad utgåva av pianosonat)
- Foraarstoner, 3 Klaverstykker, op. 2b (1873) 	(Första versionen 1841)
  - Allegretto grazioso i F-dur
  - Andantino con moto i B-dur
  - Allegretto cantabile i C-dur
- Rebus, 3 Klaverstykker, op. 2a (1875)
  - Scherzo i B-dur
  - Intermezzo i G-dur
  - Alla marcia i C-dur
- Akvarel i A-dur (1876)
- Fra skitsebogen (1857)
- Klaversonate i e-moll, op. 28 (1840). Första utgåvan av sonaten.
- Albumsblade (1852)
- Folkedanse, op. 31 (1855)

#### 4-händigt
- Nordiske Tonebilleder, op. 4 (1842)
  - Allegro risoluto i F-dur
  - Allegretto quasi Andantino i f-moll
  - Allegro commodo i F-dur
- Tre karakterstykker, op. 18 (1848)
  - Bortreisen i C-dur
  - Valpladsen i e-moll
  - Hjemkomsten i E-dur

### Kör
- Seht', welch ein Mensch! Hymne (1840)
- Hilf uns, Gott, in unserm Streit. Gebeth (1840)

#### Manskör
- 6 sånger, op. 11 (1845)
- 5 sånger, op. 38 (1862)
- 5 sånger, op. 33 (1858)
- 5 sånger, op. 26 (1853)

### Koraler
Till följande danska psalmer används kompositioner av Niels W. Gade:
- Op! thi dagen nu frembryder
- Barn Jesus i en krybbe lå
- Hører I, vor Herre kalder
- Syng højt, min sjæl, om Jesu død
- Dag til hvile! Dag til glæde
- Påske vi holde
- Halleluja for lysets drot
- Midt iblandt os er Guds rige
- Kirken er som Himmerige
- Udrust dig, helt fra Golgata
- Som markens blomst henvisner fage
- Dybt hælder året i sin gang

## Utmärkelser
- Riddare av Dannebrogorden,  1852[2]
- Dannebrogsmännens hederstecken,  1869[2]
- Kommendör av Dannebrogorden,  1872[2]
- Kommendör av första graden av Dannebrogorden,  1886[2]
- Pour le Mérite
- Pour le Mérite för vetenskap och konst

[Redigera Wikidata]